# Toše Proeski
Todor "Toše" Proeski (en macedonio: Тодор „Тоше“ Проески; Prilep, 25 de enero de 1981 - Nova Gradiška, 16 de octubre de 2007) fue un músico macedonio, conocido por haber alcanzado grandes éxitos como cantante de varios estilos, pero también como compositor y actor. Representó a la República de Macedonia (ahora Macedonia del Norte) en el Festival de Eurovisión 2004 con la canción "Life".
La BBC News de Reino Unido lo apodó el "Elvis Presley de los Balcanes".

## Biografía
Toše nació en Prilep (actual Macedonia del Norte) el 25 de enero de 1981. Su infancia la pasó en Kruševo, en el centro de Macedonia. Sus padres (Dominika y Nikola Proeski) se dieron cuenta muy pronto del gran talento musical que tenía su hijo y a causa de ello siempre le dieron todo su apoyo. A los doce años participó en su primera presentación en un concurso infantil en Skopie, pero su carrera comenzó en 1996, cuando participó en un festival de adolescentes llamado "Melfest". Aquel año y también el año siguiente obtuvo el primer puesto. Desde entonces estuvo cada vez más presente en el mundo de la música. Dedicó mucha importancia a la educación y debido a ello estudió canto en la Academia de Música de Skopie. Trató también de mejorar su técnica de canto en Nueva York, donde tuvo como profesor al famoso William Rey, quien trabajaba entre otros con Luciano Pavarotti.

## Carrera
En su carrera publicó siete álbumes (tres fueron publicados póstumamente). Su primer gran éxito fue la canción "Čija si" (De quién eres), con la que participó en el festival de Beovizija 2003 y gracias a ello llegó a ser conocido también más allá de las fronteras de Macedonia. Sus canciones más conocidas son "Igra bez granica" (Juego sin límite), "Jedina" (La única), "Moja" (Mía), "Volim osmijeh tvoj" (Amo a tu risa), "Bože, brani je od zla" (Dios, cuídala de todo mal), "The Hardest Thing" (Lo más difícil), "Srce nije kamen" (El corazón no es piedra) y otras muchas. 

### Compositor
Toše se hizo valer también como compositor de canciones. Para sí mismo escribió "Ima li dan za nas" (Hay un día para nosotros), "Slušaš li" (Me estás escuchando), "Malečka" (Pequeña) y "Polsko cveče" (La flor del campo). En una entrevista declaró que había escrito ya más de 100 canciones pero estaba esperando el momento adecuado para presentarlas al público.

### Eurovisión
En 2004 fue seleccionado para representar a su país en el concurso de Eurovisión en Estambul, con la canción "Life", interpretada en macedonio e inglés. Consiguió superar la semifinal y acabó en el puesto decimocuarto.

## Discografía

### Álbumes
- 1999 Nekade Vo Nokta
- 2000 Sinot Božji
- 2002 Ako Me Pogledneš Vo Oči / Ako Me Pogledaš U Oči
- 2004 Den Za Nas / Dan Za Nas
- 2005 Po Tebe / Pratim te
- 2006 Božilak
- 2007 Igri Bez Granici / Igra Bez Granica
- 2009 The hardest thing (póstumo)
- 2010 Jos Uvjek Sanjam Da Smo Zajedno (póstumo)
- 2011 With Love (póstumo)

## Muerte
El 15 de octubre concedió su última entrevista, que dio en la televisión Kanal Macedonia Estación 5. Allí habló de la intención de terminar sus estudios musicales, de su vida privada y de su nuevo disco, que aún no había terminado completamente. Su último concierto había tenido lugar diez días antes de dicha entrevista, el 5 de octubre de 2007, y fue un concierto realizado para el Proyecto de Educación Primaria de la USAID (United States Agency for International Development). Toše cantó allí para una audiencia de 40.000 personas, y para otros miles que seguían el evento por televisión, así que pudieron reunir muchísimo dinero para las escuelas primarias de Macedonia.
A las 6:20 de la madrugada del 16 de octubre de 2007 Toše Proeski murió en un accidente de tráfico en una autopista cerca de Nova Gradiška, Croacia. El conductor del Volkswagen Touareg era Georgij Georgijevski, Toše estaba durmiendo a su lado, y detrás de él estaba Liljana Petrovič, gran amiga suya y mánager. El conductor perdió el control sobre el vehículo y entró en colisión con un camión. Los dos sobrevivieron, pero Toše murió poco después en el lugar del accidente. 
La noticia de su muerte se difundió de inmediato. Su cuerpo llegó a Skopie en un helicóptero del ejército de Macedonia a medianoche y fue trasladado en coche a la ciudad de sus padres y donde él también vivía, Kruševo. El 17 de octubre fue declarado día de duelo nacional. El gobierno organizó un funeral de Estado ese día en Kruševo. Se reunió gran cantidad de familiares, amigos, conocidos en el mundo de la música. Después de su muerte el gobierno de la República de Macedonia lo proclamó ciudadano de honor de Macedonia.
Su cuerpo fue enterrado en las afueras de Kruševo, cerca al Monumento al Levantamiento de Ilinden de 1903. Su tumba se ha convertido en un lugar de peregrinación, estando siempre lleno de flores, fotografías y regalos.
El 5 de octubre de 2008, en el primer aniversario de su último concierto, se realizó en Skopie un concierto en su honor, en el que participaron más de veinte cantantes de los Balcanes. Otro concierto se celebró el 24 de enero de 2010, la víspera de su cumpleaños.
El Ministerio de Cultura Macedonio construyó un museo en su memoria en las cercanías de su tumba.

## The Hardest Thing
El 31 de mayo de 2008 fue presentada por primera vez una canción suya de manera póstuma, "The Hardest Thing" (Lo más difícil). Grabaron también un vídeo para ella, a partir de los vídeos antiguos de Toše, del tiempo que pasó en Londres y en Jamaica grabando el material para su disco en inglés (su intención era entrar en un mercado más amplio). En 2009, por su cumpleaños, publicaron en todos los países de las ex repúblicas de Yugoslavia su primer y único disco en inglés. Al mismo tiempo llegó al cine una película documental con el mismo título y que mostraba el período que pasó en Jamaica.
Toše era conocido como un hombre creyente de gran fe. Cuando regresó de los Estados Unidos organizó conciertos humanitarios, y esa fue también la razón por la que obtuvo el Premio María Teresa a la humanidad. En septiembre de 2004 llegó a ser el más joven embajador de Buena Voluntad de la UNICEF. Su canción «Za ovoj svet» (Para este mundo) se convirtió en himno de la Unicef.